# Compass (appareil photographique)
Pour les articles homonymes, voir Compass.

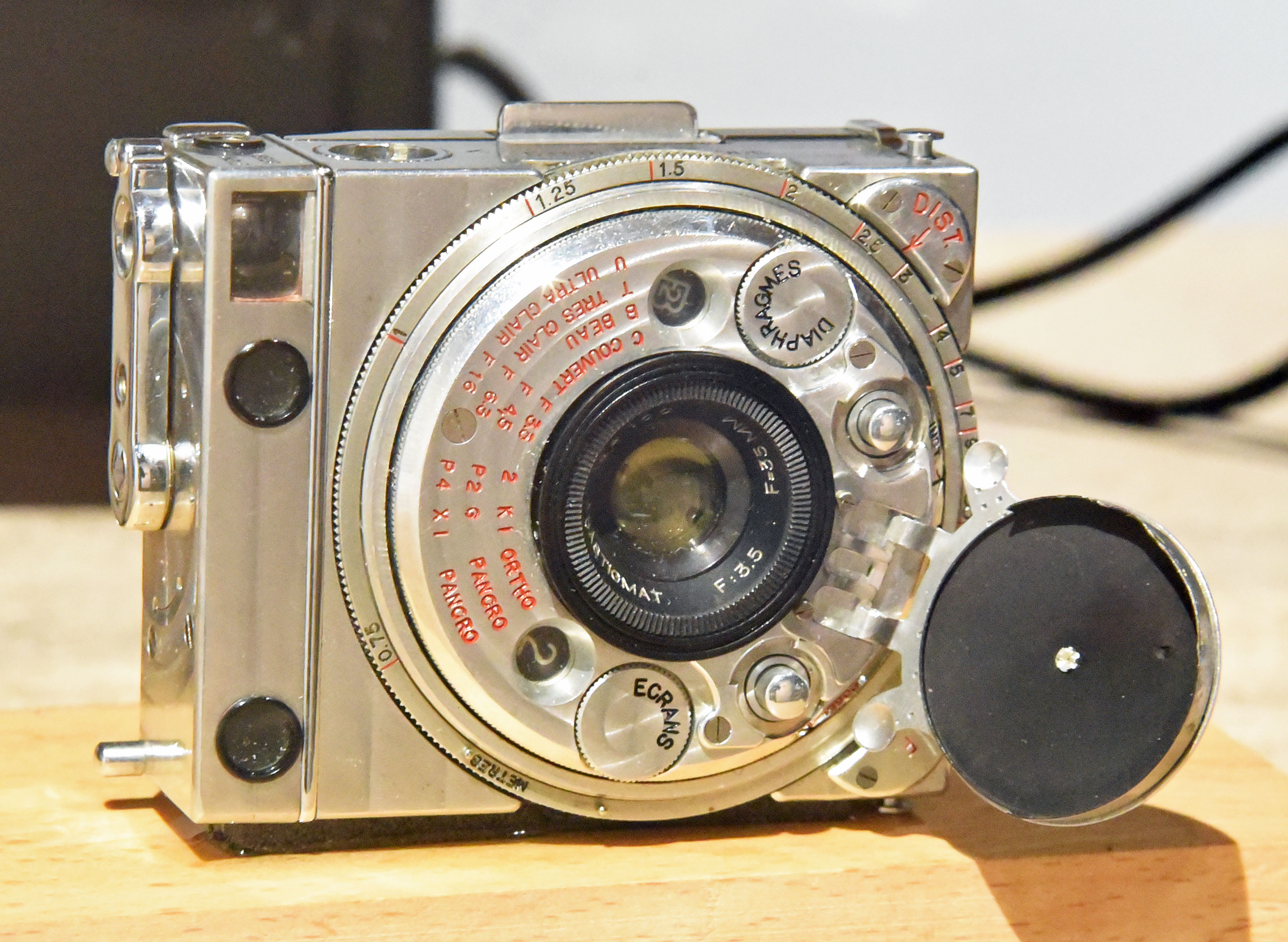
Le Compass, télémétrique étudié par Noel Pemberton Billing et fabriqué par LeCoultre

Le Compass est un appareil photographique fabriqué par LeCoultre pour le compte de Noel Pemberton Billing et la "Compass camera limited", société créée pour la commercialisation de cet appareil.

## Histoire
Noël Pemberton Billing commence au début des années 1930 l'étude d'un appareil photographique 24 x 36 qui rassemblerait tous les perfectionnements possibles dans le volume d'un paquet de cigarettes. Il crée en 1934 la société "Compass camera limited". Pemberton Billing, enthousiasmé par une pendule Atmos exposée dans un magasin londonien, fait un voyage au Sentier pour demander à la maison LeCoultre (pas encore associée à Edmond Jaeger) de se charger de la fabrication. Les études conjointes débutent le premier aout 1934 avec, pour Lecoultre, la perspective d'une première fabrication de 20 000 appareils et une possibilité d'exclusivité pour les fabrications ultérieures. Au  terme d'un développement laborieux le Compass est lancé en mars 1937.
La première centaine d'appareils, connue sous le nom de "Modèle I", porte un objectif gravé "CCL3" et le dos pour rouleau de pellicule comporte un remontoir (qui sera ensuite remplacé par une clef pliante) les numéros de série vont de ~1000 à ~1100 et sont produits en 1937. Le "Modèle II" le remplace très rapidement et constituera l'essentiel de la production avec les appareils portant les numéros de série de ~1100 à ~2000 en 1937, de ~2000 à ~3500 en 1938 et ~3500 à 4638 en 1939.
Les ventes sont perturbées par des difficultés et les retards de fabrication de l'appareil, la complexité de son emploi (à cause de sa petite taille et du nombre de réglages possibles un journaliste compare son utilisation à l'épluchage des petits pois avec des gants de boxe). De plus, la maison Ilford a de grosses difficultés à produire les minis plan-films et les films spéciaux qui sont livrés avec des taux énormes de malfaçons, ce qui pénalise encore des ventes balbutiantes. Fin mai 1939 LeCoultre renonce et cesse la fabrication. Les divers stocks resteront en vente au moins jusqu'en 1941. Au total, environ 3700 appareils ont été produits, bien loin des espérances initiales. Une partie du stock sera écoulée directement auprès des employés de la fabrique LeCoultre pour 30 Francs suisses.
Le Musée suisse de l'appareil photographique possède une boite de quatre films en rouleaux pour Compass de la marque Lumière dont la date de péremption d'avril 1958 indique que les appareils étaient toujours utilisés.

## Description
Si l'appareil est prévu pour faire des négatifs de 24 x 36 mm il n'utilise pas le film 35 mm qui fera le succès du Leica mais utilise des minis plan-films conditionnés dans des pochettes en papier fort comportant un support de film et un capuchon protecteur coulissant. Avant même le début de la commercialisation le manque de fiabilité de cette solution a conduit à développer également un dos pour film en rouleau, lui aussi d'un format spécial. Ce choix délibéré a une grande importance dans l'échec commercial de l'appareil puisque le Compass est entièrement dépendant de la marque Ilford qui est la seule à produire (très difficilement) les surfaces sensibles adaptées.
Esthétiquement, l'appareil est très particulier. La plupart des pièces sont usinées dans un alliage d'aluminium, l'Avional. Les finitions sont celles utilisées par un fabricant de montres haut de gamme avec des Côtes de Genève droites ou circulaires et des surfaces polies.
Les gravures de l'appareil existent en français, anglais et allemand. Une étude des appareils apparaissant sur Internet a donné 77% de gravures en anglais, 17% en français et 6% en allemand.
Une plaquette en façade porte un code représentant le pays de commercialisation. Les versions anglaises ont une plaquette sans gravure. On trouve une quinzaine de marquages différents, certains faciles à comprendre d'autres plus obscurs (O.C., P.F., B.B., B.F., B.E. par exemple).

### Fonctions
L'objectif Anastigmat 35mm de focale ouvert à 1/3.5 est fourni par la maison Kern d'Aarau. Il est fixé au bout de deux tubes télescopiques verrouillés par baïonnette (le mode d'emploi préconise de secouer l'appareil replié pour commencer à sortir les tubes). Un pare soleil télescopique vient le protéger des reflets. L'ouverture se règle grâce à une vanne rotative pour les ouvertures 1/3.5, 1/4.5, 1/6.3 et 1/16. Des filtres de couleurs jaune, orange et vert sont intégrés à un autre disque tournant,.
L'obturateur donne les vitesses du 1/500ème de seconde à 4.5 secondes. L'armement se fait par un remontoir qui demande plusieurs tours de remontage (alors que chez les autres fabricants il suffit de baisser un levier). Il y a un verrouillage de la vitesse sélectionnée.
Un couvercle cache objectif vient se rabattre dessus et protège également les déclencheurs (un pour l'instantané et un pour la pose). Il porte un abaque de calcul de profondeur de champ.
Pour la mise au point il y a un télémètre couplé, la classique bague de distance et aussi la possibilité de faire la mise au point sur un verre dépoli avec, éventuellement, l'aide d'une loupe.
La mesure de lumière utilise un posemètre à extinction (une minuscule tirette comportant un verre d'opacité variable vient obscurcir un viseur annexe). La bague de vitesse, celle du diaphragme et celle des filtres affichent des valeurs à combiner pour obtenir celle donnée par la réglette du posemètre et les caractéristiques du film.
Un support de pied dont la rotation est indexée permet de réaliser des clichés panoramiques ou stéréoscopiques. Un niveau à bulle permet de garantir l'horizontalité nécessaire à ces prises de vues.
Un petit levier permet d'intercaler un miroir à 45° qui transforme le viseur en viseur d'angle permettant de photographier discrètement à 90° de ce qu'on semble cadrer.
Le dos est amovible ce qui permet de le remplacer par un dos pour des films 6 poses 24 x 36 mm spécialement fabriqués par Ilford en 3 types.

## Accessoires

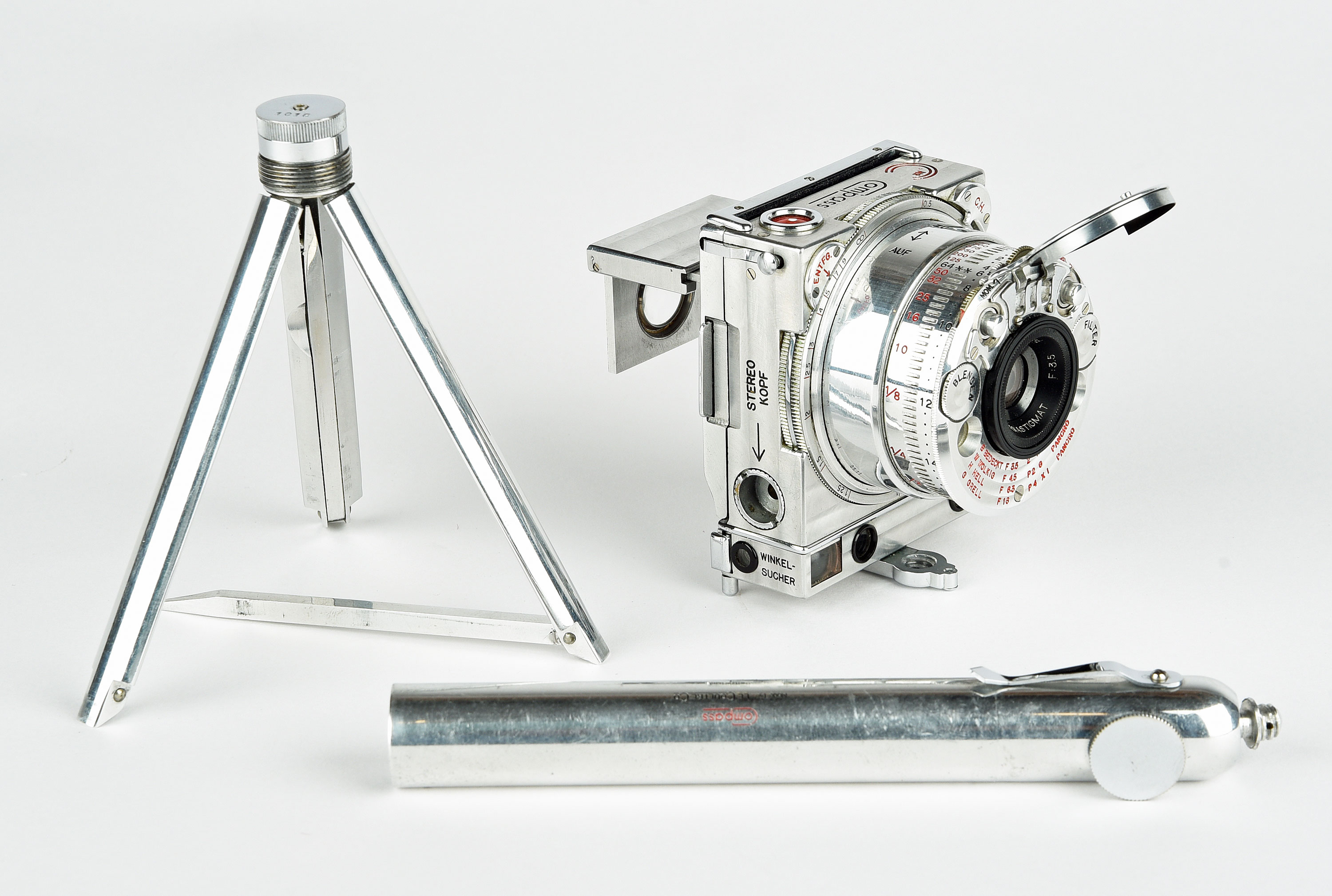
LeCoultre Compass avec son pied pas totalement assemblé

Il existe plusieurs accessoires dédiés :
- mini trépied également en alliage léger qui se replie et se range dans un tube embouti muni d'une agrafe comme un stylo qui permettait de le glisser dans une poche. Les chiffres de production sont d'une centaine de pieds ;
- déclencheur souple fixé sur l’appareil par une baïonnette ;
- boite de rangement gainée de cuirs de diverses couleurs permettant de ranger l'appareil, son dos film, des rouleaux de film et des plan-films, le pied, une chainette et deux livrets ;
- pochette en cuir de différentes couleurs pour l'appareil et son dos film.

## Collection
La conjonction d'une évidente qualité de finition, d'un aspect inhabituel et d'une production limitée (~3700 appareils) font de cet appareil un incontournable de la collection d'appareils photographiques et il figure dans beaucoup d'ouvrages consacrés au sujet.